# Mimikerkennung

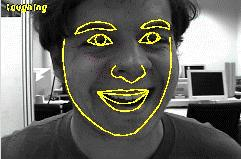
Die Mimik einer Person wird richtig erkannt: Die Person lächelt.

Die automatische Mimikerkennung stellt als Forschungsgebiet einen Teilbereich der Künstlichen Intelligenz und des Bildverstehens dar. Ihr Ziel ist es, Verfahren zu entwickeln, die es Computerprogrammen ermöglichen, mithilfe von Kameras die Mimiken der sichtbaren Personen zu deuten. Die größten Herausforderungen dabei sind, die vielschichtigen Umgebungsbedingungen zu unterdrücken, die bei Aufnahmen auftreten, und die marginalen Muskelbewegungen im Gesicht richtig zu deuten, die die menschlichen Mimiken ausmachen. Oft sind sich sogar Menschen angesichts der Mimik ihres Gegenübers ihrer nicht sicher.

## Zweck
Mithilfe des Wissens über die Mimik wird auf die gegenwärtige Emotion des Benutzers geschlossen. Beispielsweise reagieren Menschen auf immer wiederkehrende Fragen zur Bestätigung des Löschens einer Datei mimisch verärgert. Dies hilft dem Computer dabei, sich besser auf den Menschen einzustellen.